# 颱風海燕對菲律賓和中國大陸之影響
颱風海燕（英語：Typhoon Haiyan，國際編號：1330，聯合颱風警報中心：31W，菲律賓大氣地球物理和天文管理局：Yolanda，菲律賓華語譯名：約蘭達）為2013年太平洋颱風季第28個被命名的風暴，是2013年度全球最強的熱帶氣旋、21世紀至今該區域的最強風暴，以及該區域史上第二強的熱帶氣旋，並創下登陸時最強風暴的紀錄。關於該風暴對菲律賓和中國大陸以外地區的影響，請詳閱主條目。

## 菲律賓

颱風海燕登陸薩馬島和莱特岛的一刻。中心密集雲團的深灰色顯示出海燕極低的雲頂溫度，超越「德沃夏克分析法」的極限。

海燕登陸菲律賓莱特省。菲律賓大氣地球物理和天文管理局的雷達圖像顯示，獨魯萬直接受海燕北部眼壁影響。眼壁（或稱眼牆）是熱帶氣旋中天氣最惡劣的部份。

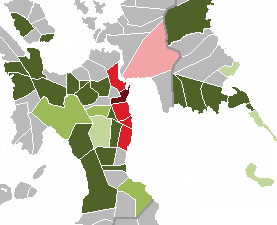
菲律賓死亡人數分佈圖
1000人以上
500-999人
100-499人
50-99人
25-49人
1-24人
無人罹難

當地發出之最高風暴信號：四號風暴信號

### 風力飆升
11月6日晚上11時，菲律賓大氣地球物理和天文管理局將已進入責任範圍的海燕評定為颱風，發佈第一報熱帶氣旋資訊，命名為尤蘭沓，並發出一號風暴信號。由於海燕太強大，並以高速逼近，菲律賓大氣地球物理和天文管理局在11月7日凌晨5時、上午11時及下午5時，接連發出二號、三號及四號風暴信號，是年內第2次發出最高級別的四號風暴信號（上一次是因應同年9月颱風天兔掠過呂宋海峽，正面吹襲巴丹群島而發出）。菲律賓政府已經預計海燕會造成嚴重災情，對多個易受水浸或山泥傾瀉影響的地方下達疏散令，可惜仍然無法阻止海燕帶來災難性的死傷。晚間菲律賓中部群島的風勢由東至西，先後開始急劇增強，翌日凌晨維薩亞斯群島東部全面吹颶風，早上颶風擴展至群島西部廣泛地區。

### 摧毀薩馬島及莱特岛
11月8日凌晨4時40分，海燕在東薩馬省吉萬沿海登陸，然後橫過包括薩馬島、莱特岛在內的維薩亞斯群島。海燕在菲律賓東部及中部帶來極具破壞性的風力，並引發近乎海嘯般的風暴潮，超過每小時200公里的持續風速，以及6米高的巨浪，由於菲律賓基礎建設落後，受災區發生毀滅性的破壞。吉萬全市被夷為平地，獨魯萬亦頓成廢墟，連作為避風中心的重要設施亦遭風暴潮淹沒，大量海水席捲而來，水位急速上漲，多人未及逃生而被浸死；機場、氣象中心和一般民房變成大片頹垣敗瓦，連減災委指揮中心亦嚴重受損，海水不斷湧入較低樓層。薩馬島及莱特岛斷水斷電斷糧，交通網絡和通訊亦告中斷，成為孤島。而較早前受7.2級地震影響的宿霧省及保和省亦受嚴重破壞，到處皆滿目瘡痍。根據官方公佈的數字，海燕吹襲後2日之內，罹難人數已達1744人。不過有官員估計，單單在重災區莱特省独鲁万市，就已經有最少1萬人罹難。根據菲律賓紅十字會估計，独鲁万市罹難人數可能超過1000人，中部薩馬省估計也有200人喪生；莱特省估計罹難人數可能超過1萬人。

### 災難狀態
由於海燕逐步遠離，菲律賓大氣地球物理和天文管理局在11月9日凌晨5時同時解除四號及三號風暴信號，並於上午11時解除二號風暴信號。下午3時半，海燕離開菲律賓氣象部門責任範圍，當局發佈最後一報熱帶氣旋資訊，並解除一號風暴信號。不過海燕帶來的災情沒有就此完結，菲律賓總統阿奎諾三世更在11月11日正式宣佈，全國進入災難狀態。超過20個國家及國際組織加入救援行動，但由於重災區的基建被完全摧毀，交通癱瘓，救援物資難以到達災民手中。

### 罹難人數持續上升
11月15日早上6時，菲律賓國家減災管理委員會的一份災情通報，表示海燕已造成菲律賓2360人遇難，3853人受傷，另有71人失蹤。當晚8時，減災管理委員會發布最新一份災情通報稱，罹難人數大增至3631人，12487人受傷，另有1179人失蹤。其中，187萬人流離失所，仍在避難中心內外接受救濟。受損的房屋數量也大幅增加到27萬多棟，其中逾15萬棟房屋倒塌。27日凌晨，菲律賓國家減災委員會發佈消息，救援人員在中部省份又找到260具遺體，當中有207人來自獨魯萬。截至當日，海燕在該國造成的罹難人數已上升至5500人，另有1757人失蹤、近3萬人受傷。12月17日晚上至18日早上，重災區獨魯萬市居民為死者舉行燭光悼念會。事隔大半年，罹難人數繼續上升至超過6300人，意味著海燕已經成為菲律賓史上最嚴重的風災；一整年過去，失蹤者仍未全部尋回。

菲律賓附近一帶的電力及照明狀況圖，可見海燕造成大規模停電。
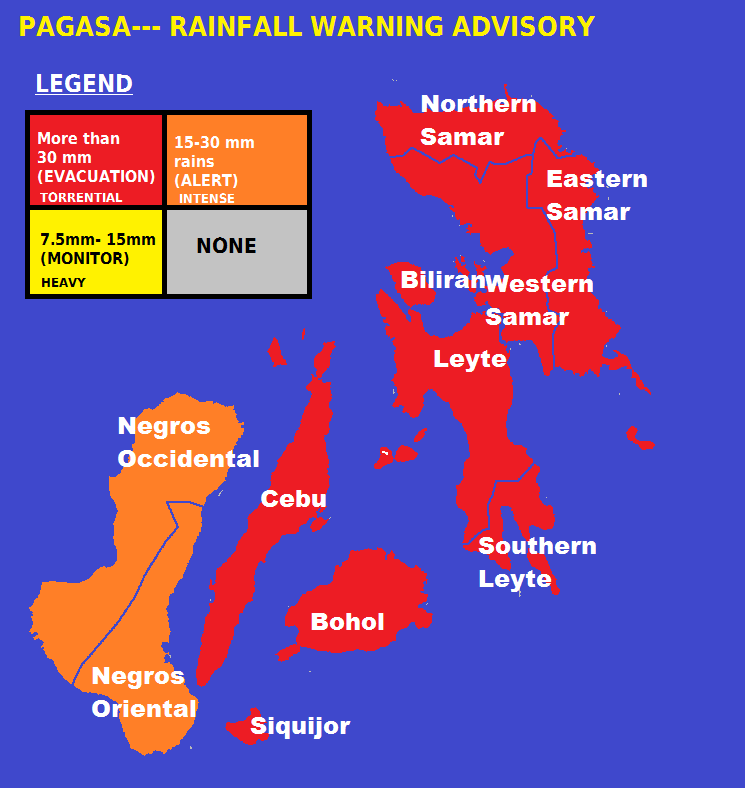
菲律賓維薩亞斯群島豪雨特報圖。
- 菲律賓受損房屋分佈圖。
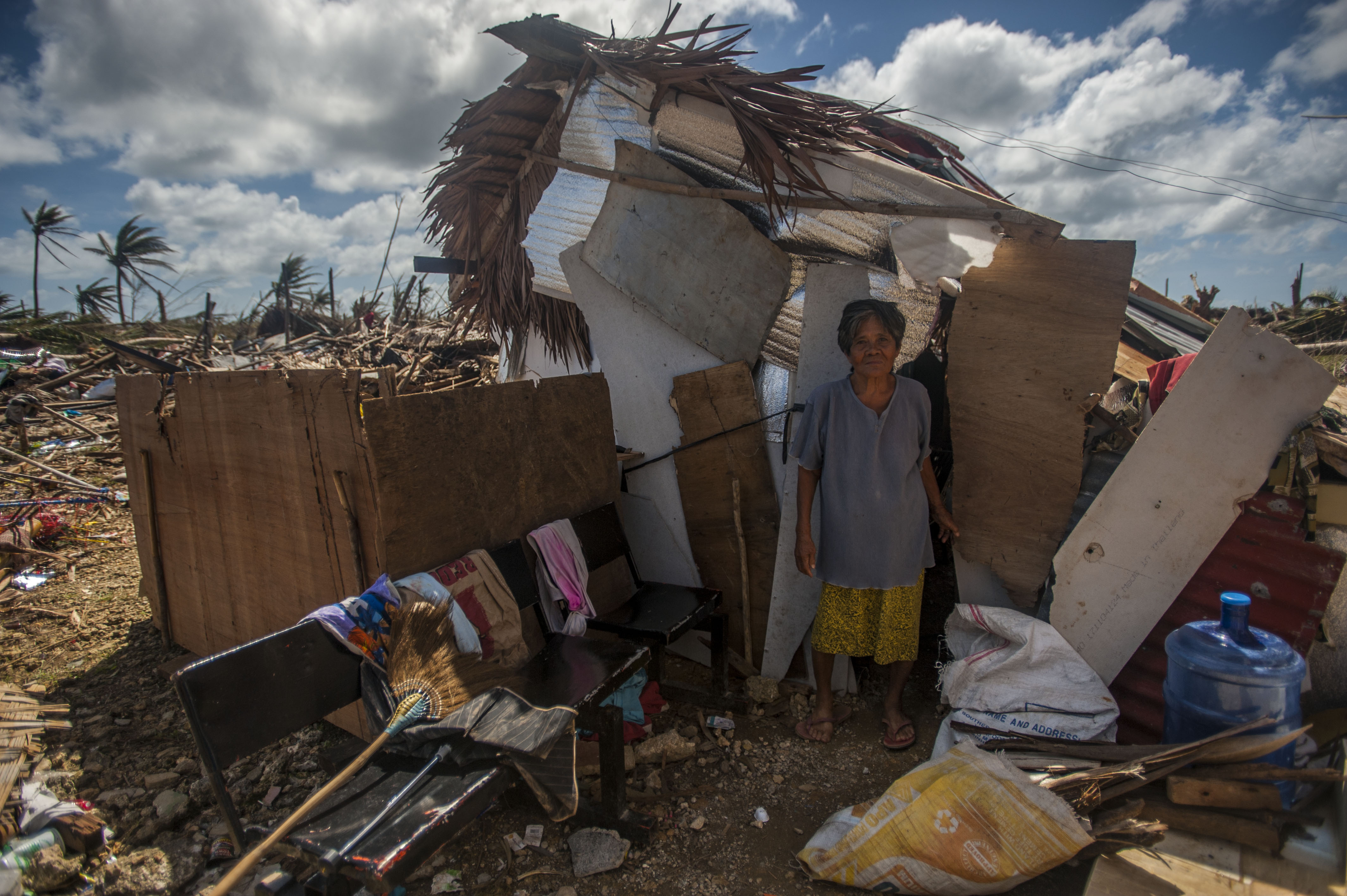
重災區之一的吉萬市被夷為平地，房屋無一完整。
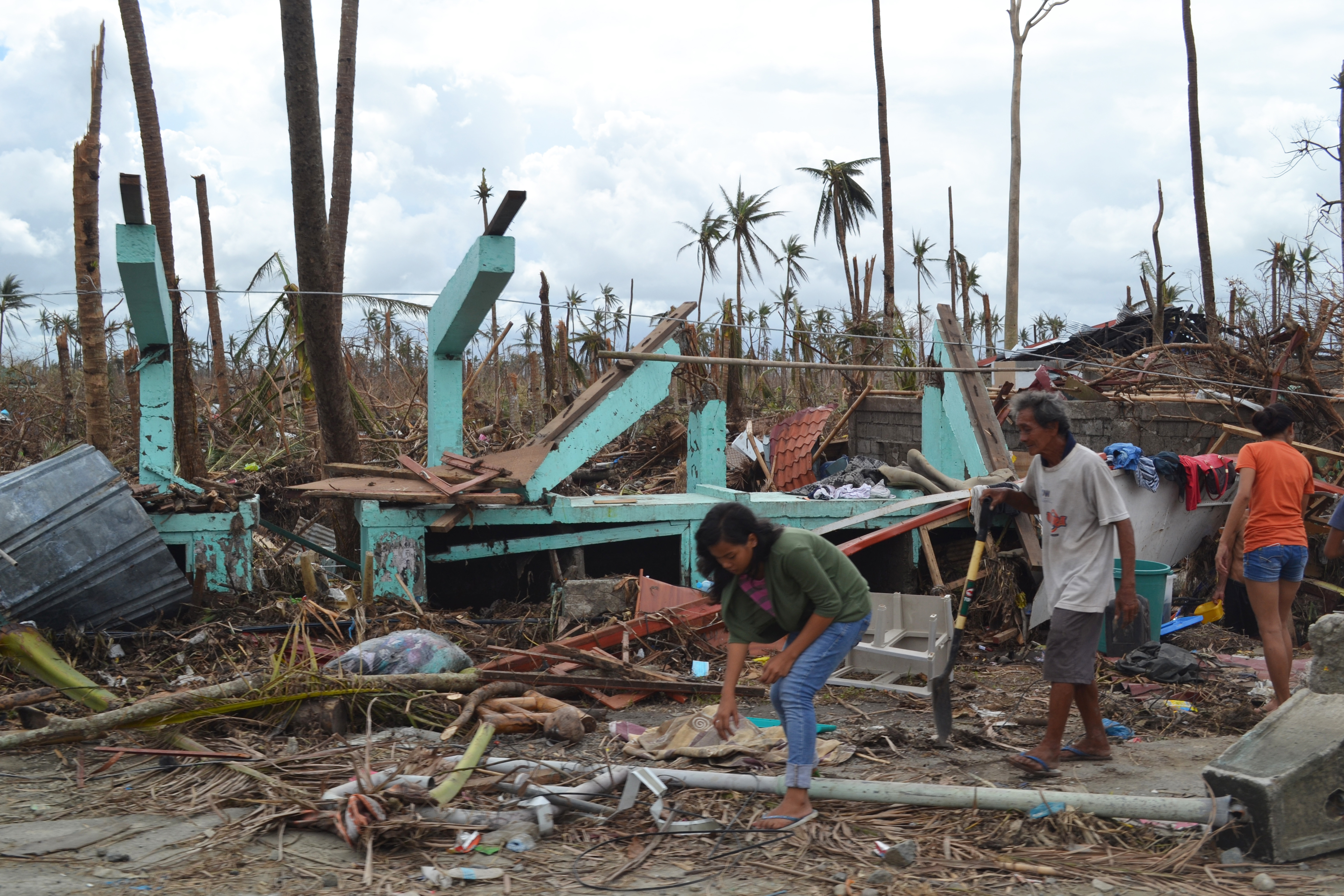
独鲁万市是另一重災區，圖中顯示一戶被風暴完全摧毀的房屋。
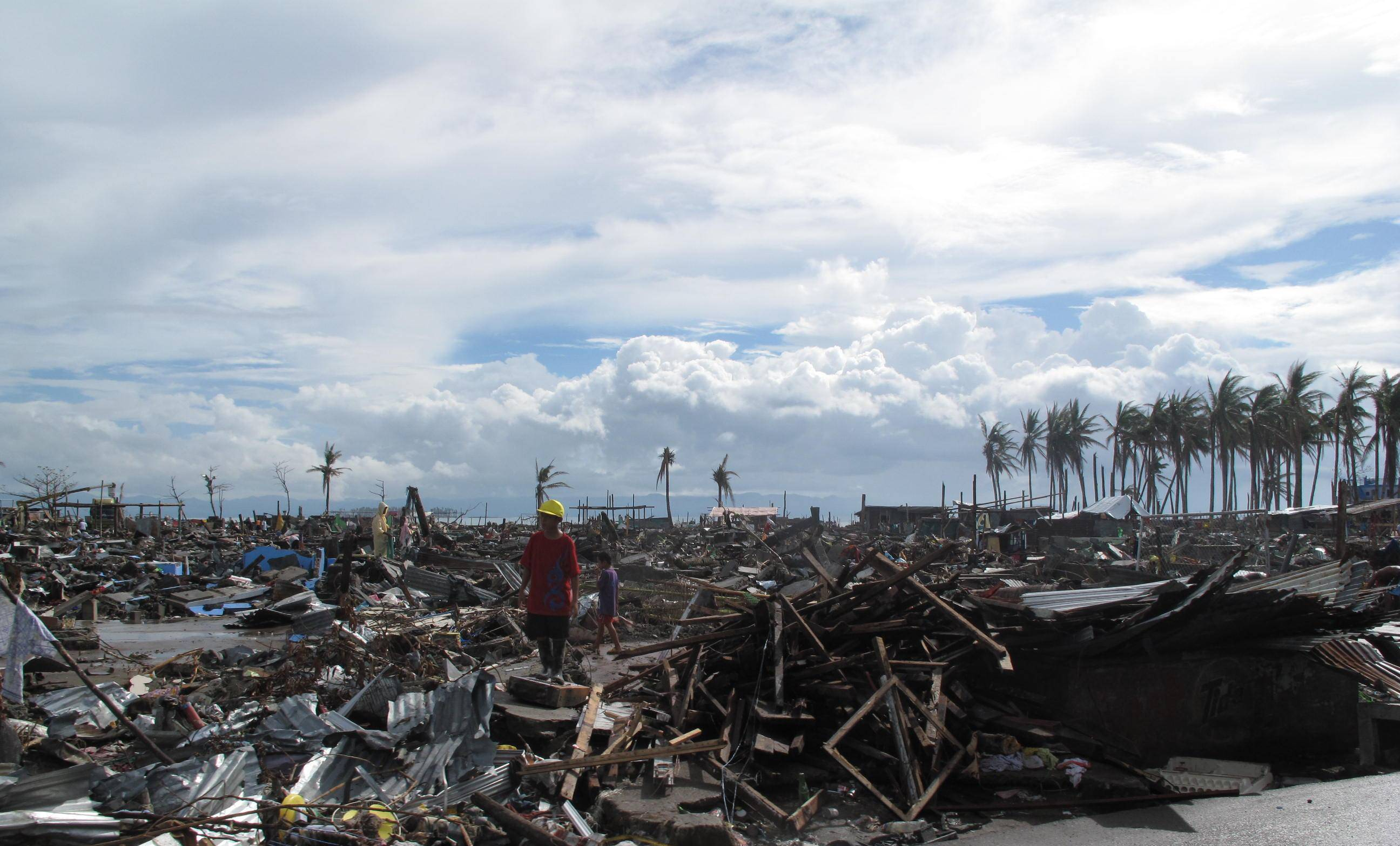
獨魯萬亦慘遭夷平，遍地頹垣敗瓦。
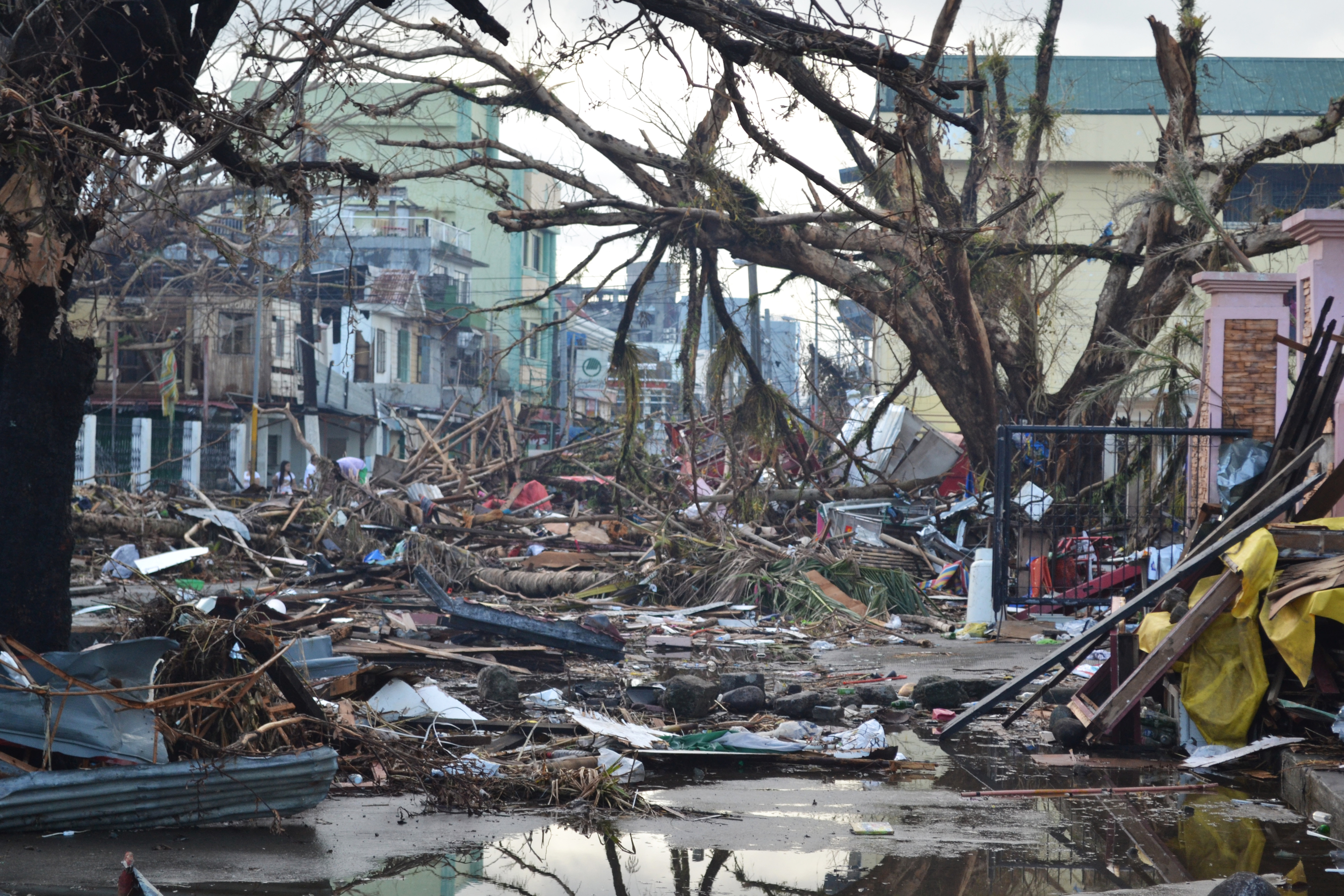
獨魯萬被海燕重創後淪為大片廢墟，滿目瘡痍。
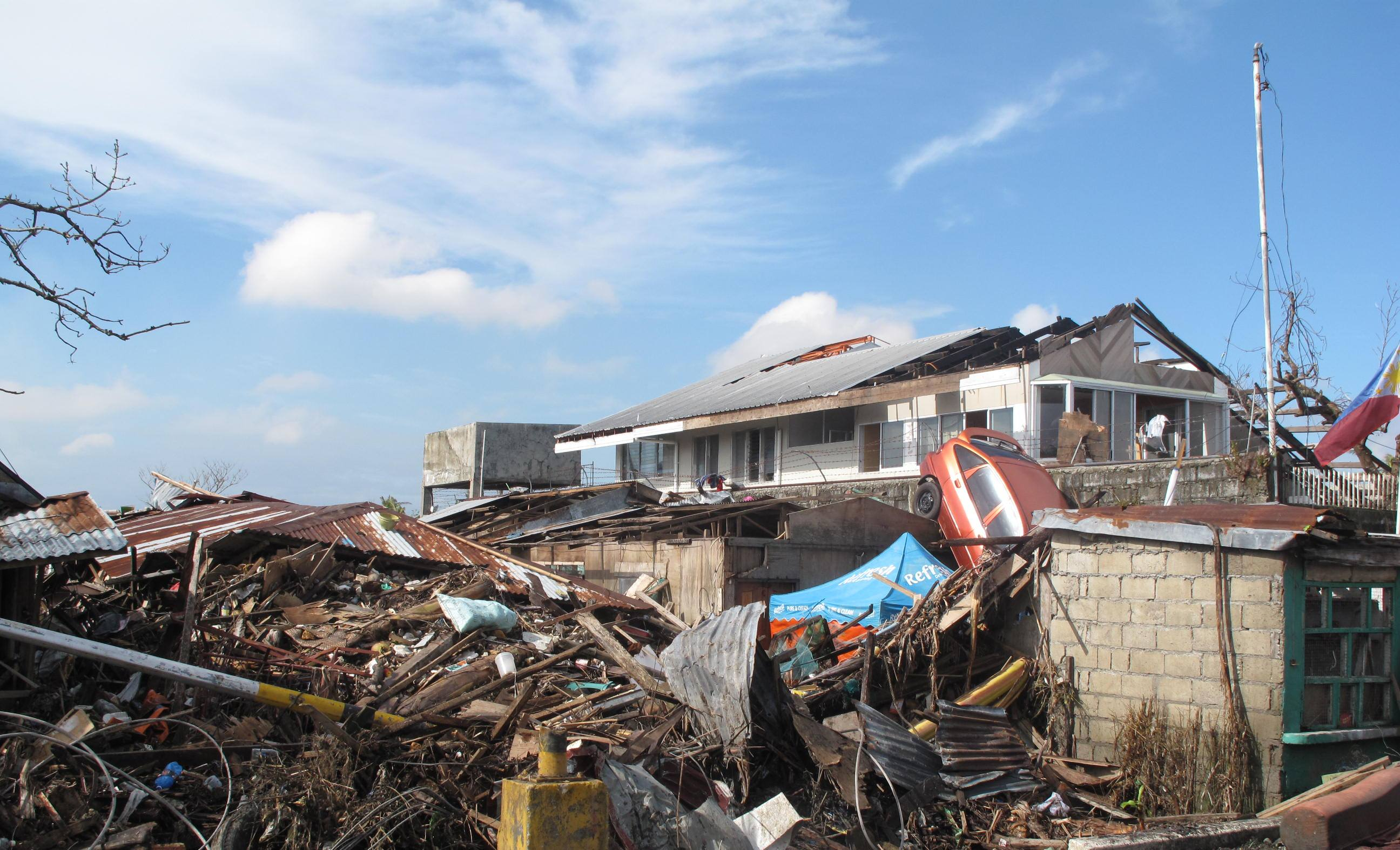
獨魯萬的廢墟中，一輛車被卡在嚴重損毀房屋的瓦礫堆。
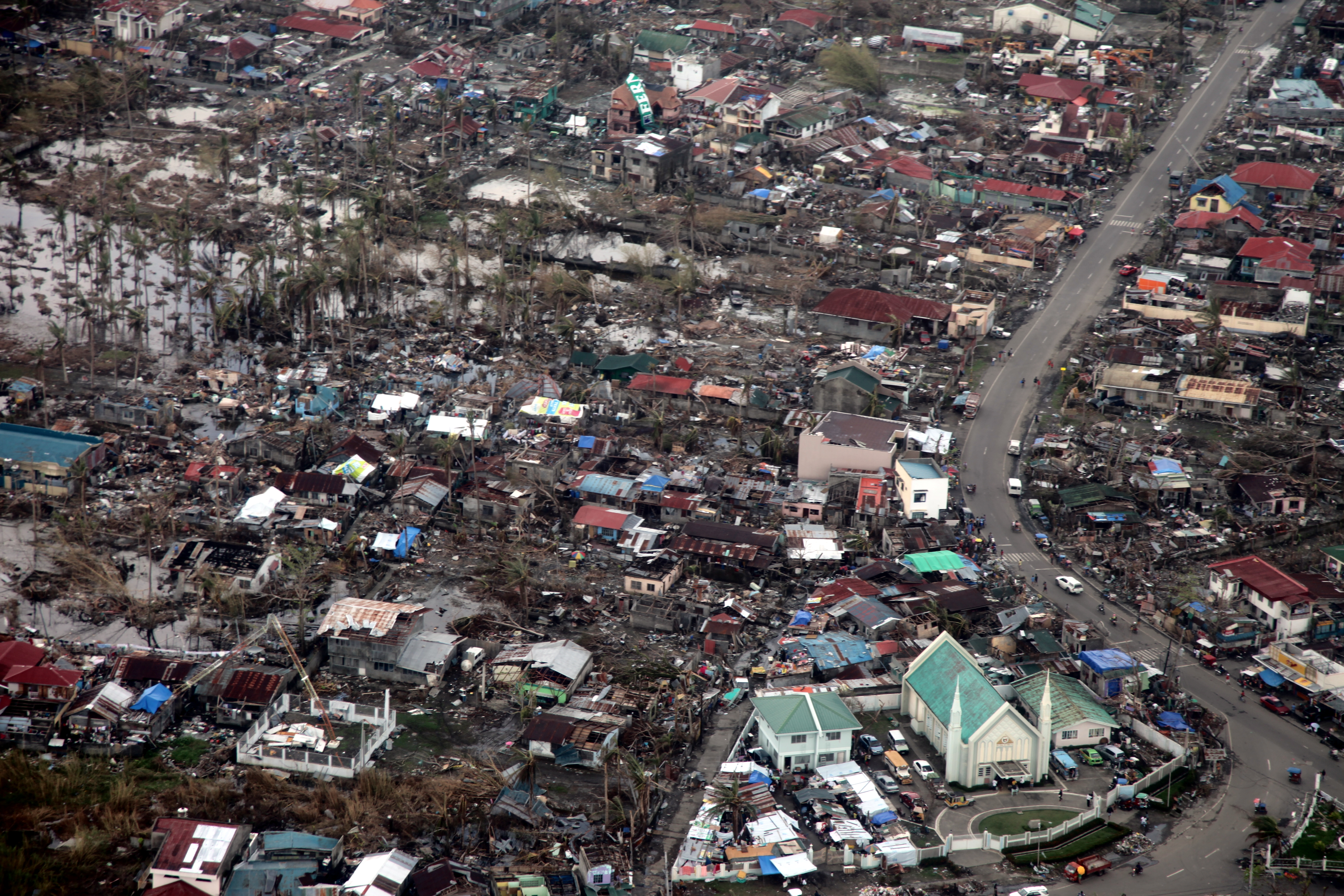
從空中俯瞰獨魯萬，除了右下方的綠色建築物較完整外，其餘皆受嚴重破壞，無一倖免。

## 中國大陸
當地發出之最高颱風預警信號： 颱風紅色預警信號
隨著海燕移入南海，中國國家氣象中心在11月8日上午10時發佈颱風藍色預警信號，並於同日下午6時發佈颱風黃色預警信號。由於預計海南將受暴風影響，國家氣象中心在11月9日上午10時發佈颱風橙色預警信號。而隨著海燕正面吹襲海南，眼壁更直逼樂東縣等海南島西南沿岸，國家氣象中心於11月10日下午3時發佈颱風紅色預警信號。海燕在中國大陸造成8人罹難，並有多人失蹤。

### 擦過海南樂東縣
海燕採取偏西北路徑逼近海南島，海南省氣象台在11月9日下午4時正發佈颱風黃色預警信號，並於當晚10時25分發佈颱風橙色預警信號。海燕在11月10日下午4時最接近海南，於樂東縣對開海域近距離掠過，眼壁擦過樂東縣，該縣錄得颶風風力；然而海南省氣象台沒有發佈颱風紅色預警信號。

### 掠過廣西並消散
海燕在海南樂東對開海域掠過後，經北部灣逼近廣西。11月10日上午9時45分，廣西氣象台發佈颱風橙色預警信號。海燕於11月11日凌晨登陸越南後，在早上改以偏東北路徑移入廣西，廣東省亦受海燕影響。
隨著海燕經過北部灣登陸越南，及進一步減弱，國家氣象中心在11月11日早上6時改發颱風橙色預警信號，4小時後於上午10時改發颱風黃色預警信號，再於下午6時改發颱風藍色預警信號。海燕之後減弱為低壓區，國家氣象中心在11月12日早上6時解除所有颱風預警信號。

## 外部連結
- （日語）日本氣象廳：1330最佳路徑數據 （页面存档备份，存于）、2013年熱帶氣旋最佳路徑（數據 （页面存档备份，存于）、路徑圖 （页面存档备份，存于））
- （英文）美國聯合颱風警報中心：31W最佳路徑數據 （页面存档备份，存于）、超級颱風海燕最佳路徑圖
- （简体中文）中國國家氣象中心：2013年熱帶氣旋最佳路徑數據 （页面存档备份，存于）
- （繁體中文）中華民國交通部中央氣象局：颱風資料庫——
- （繁體中文）香港天文台：2013年11月熱帶氣旋概述 （页面存档备份，存于）、《2013熱帶氣旋年刊》 （页面存档备份，存于）、實時天氣稿（11月6日 （页面存档备份，存于）－7日 （页面存档备份，存于）－8日 （页面存档备份，存于）－9日 （页面存档备份，存于）－10日 （页面存档备份，存于）－11日 （页面存档备份，存于）－12日 （页面存档备份，存于））
- （英文）菲律賓大氣地球物理和天文管理局：2013年熱帶氣旋路徑年報 （页面存档备份，存于）